# 최규성 (1961년)
최규성(崔圭成, 1961년 9월 26일 ~ )은 대한민국의 대중문화 평론가, 수집가, 사진작가, 필자이다.
대한민국 강원도 강릉에서 출생한 그의 현재 거주지는 대한민국 경기도 일산구이다.

## 경력
2007년 ~
- 한국대중음악상 선정위원

2008년
- 광주 청소년 뮤직 페스티발 창작경연대회 심사위원
- 문화관광체육부 대중문화박물관 건립 자문위원
- 동덕여자대학교 방송연예과 외래교수

2009년
- 서울드라마어워즈 장편부문 심사위원

2010년
- 한국방송대상 본심 심사위원
- cbs 라디오 대중음악 자문위원

2010년 ~
- 한국콘텐츠 진흥원 대중문화 자문위원

2011년
- 성공회대 신문방송학과 외래교수
- 인하대병원 최고경영자과정 대중문화특강
- 문화관광부 올림픽홀 한국대중음악자료실 자문위원
- 가슴네트워크 선정 한국대중음악 파워100 선정
- 한국콘텐츠진흥원 CT개발사업자 선정심사위원
- 여수 엑스포 특별공연 사업자 선정 심사위원
- 국립민속박물관 유물평가위원
- 동아일보 선정 2000년대 이후 아름다운 가사말 대중가요 선정위원

2012년
- KBS 불후의 명곡2 자문위원
- 한국콘텐츠진흥원 2012 한국음악산업백서 자문위원, 필진

2013년
- 한국대중가요박물관 건립 자문위원-문화관광부

2014년
- 문화관광부 대한민국대중예술상 선정위원

## 주요 저서
- 《한국 대중음악 100대 명반 음반리뷰》(박준흠 엮음, 2008년, 도서출판 선)
- 《한국의 인디레이블》(박준흠 엮음, 2009년, 도서출판 선)
- 《한국 대중음악 100대 명반 인터뷰》(박준흠 엮음, 2009년, 도서출판 선)
- 《KOREAN INDIE MUSICIAN PHOTOGRAPHS(최규성 사진집)》(2009년, 도서출판 선)
- 《대중가요 LP가이드 북》(2014년, 안나푸르나)